# Netvibes
Netvibes (prononcé [nǝtvaibz]) est un portail Web personnalisable. Représentatif de ce qu'on appelle le Web 2.0, il a été lancé le 15 septembre 2005 par une startup du même nom basée à Paris et à Londres et fondée par Tariq Krim.
Netvibes appartient depuis début 2012 au groupe Dassault Systèmes. Le service grand public ferme ses portes en juin 2025.

## Présentation
À sa naissance Netvibes est un agrégateur de flux RSS gratuit : il ne propose aucun contenu propre, mais met à disposition une agrégation de contenus provenant de sources ou  de sujets prédéfinis.
Depuis 2008, Netvibes se positionne comme un agrégateur spécialisé dans la veille informationnelle B2B à destination des entreprises qui veulent suivre la progression de leur marque sur les réseaux sociaux,.

## Informations économiques
Depuis son rachat par Dassault Systèmes en 2012, elle est dirigée par Pascal Dalloz.
Chiffre d'affaires 2017 : 1 719 600 €. Résultat 2017 (négatif) : 4 915 900 €.

## Historique

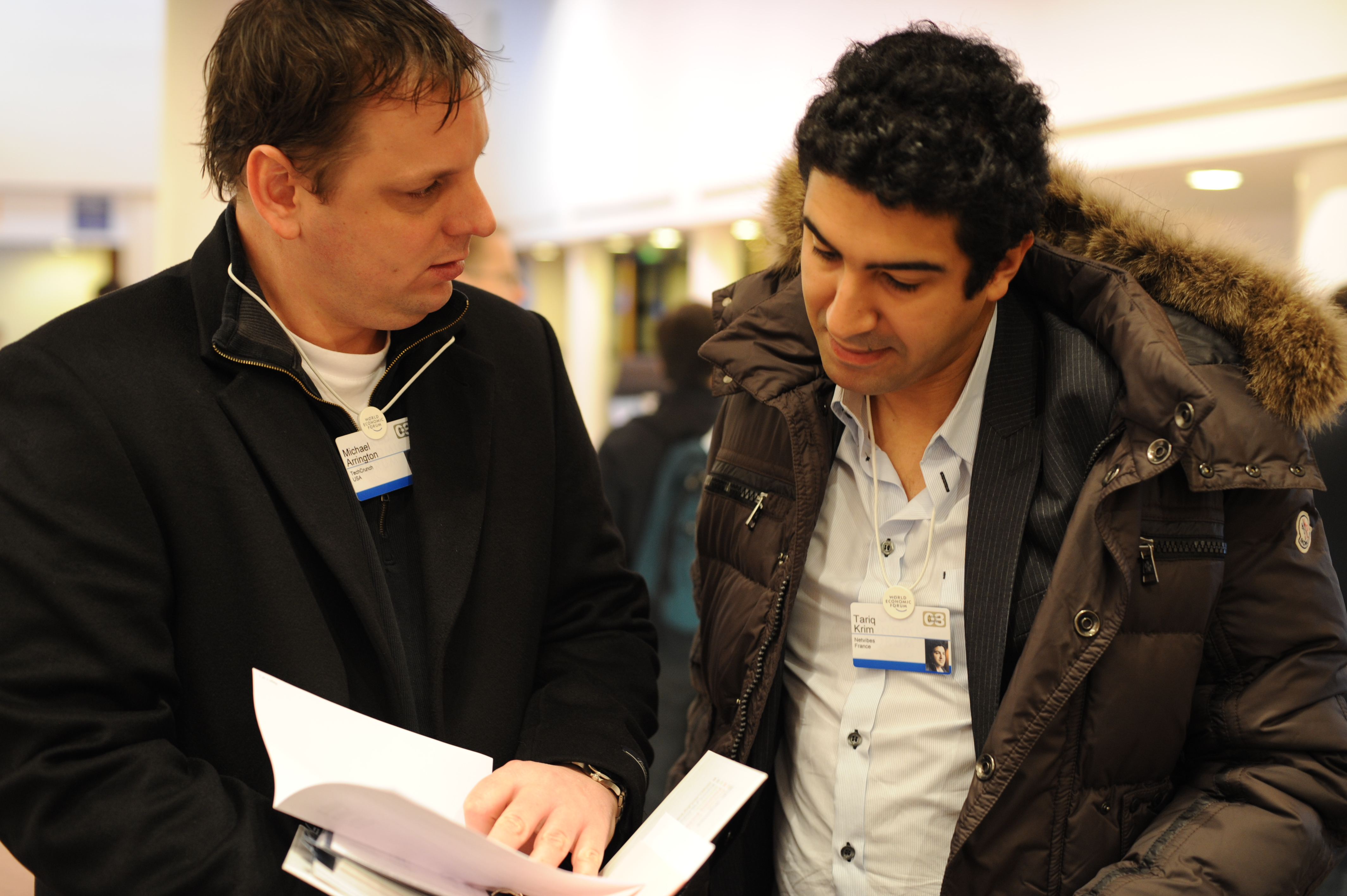
Michael Arrington, célèbre blogueur, et Tariq Krim, fondateur de Netvibes, lors du Forum économique mondial 2008.

Créé par Tariq Krim comme un outil interne de gestion de ses blogs, Netvibes a été lancé officiellement le 15 septembre 2005 sur le nouveau segment des pages d'accueil personnalisables.
Netvibes a reçu le Grand Prix du jury des 9e Clic d'or en juin 2006. En 2007, Time Magazine le considère comme l'un des 50 meilleurs sites de l'année, il compte alors 10 millions d'utilisateurs dans le monde.
Le 22 janvier 2007, Netvibes lance sa nouvelle version nommée « Ginger » (gingembre).
En octobre 2009, la nouvelle version nommée Netvibes Wasabi qui apporte une nouvelle interface de lecture de l'information agrégée, en particulier des flux RSS. Ce nouveau "SmartReader", inspiré de Google Reader, permet la lecture antéchronologique et mixée de l'information provenant en quasi temps réel de différentes sources. La version est rendue publique dans les jours qui suivent la conférence LeWeb '09. La technique utilisée permettant une approche temps réel est fondée sur le moteur de base de données TokyoTyrant, et fait appel aux protocoles PubSubHubbub et RSS Cloud pour les flux accessibles en Server push. Netvibes devient alors 2-en-1, permettant de créer des « dashboards » personnalisables pour suivre l'information.
En mars 2010, Netvibes annonce sa rentabilité.
En 2011, Netvibes Studio intègre la technique de développement à l'aide d'IDE en s'alliant à Exo. Les tableaux de présentation de Netvibes peuvent désormais intégrer des applications, des mashups, des widgets, des composants cloud etc,.
Le 9 février 2012 Dassault Systèmes annonce le rachat de Netvibes, pour un montant estimé à  20 millions d'euros.
En 2015, est lancé le Dashboard of Things, un outil à base de technologie UWA qui permet à un client de surveiller une marque sur internet, de lancer des campagnes marketing. Les clients les plus férus de programmation peuvent intégrer les objets connectés,.
Le 15 avril 2025, Dassault Systèmes annonce la fermeture définitive du service Netvibes le 2 juin 2025 à minuit (heure de Paris).

## Les utilisations documentaires
Les pages Netvibes permettent d'utiliser des fonctionnalités apportées par le Web 2.0 comme l'agrégation de flux en ligne, la diffusion de contenu multimédia et hypermédia ainsi que les réseaux sociaux.
L'utilisateur peut :
- créer une partie privée accessible par authentification (page personnelle) et une partie publique,
- développer une veille informationnelle et documentaire (facilitée par l'accès aux flux d'informations),
- contribuer à un  réseau social intégré à ce site, qui permet notamment de repérer le travail documentaire d'autres utilisateurs et faire de ce système un espace où l'information peut être récupérée et transmise entre les différents utilisateurs,
- mettre à disposition des informations,
- informer d'autres usagers ou clients,
- créer un bureau virtuel.

Chaque partie publique agit donc comme un réservoir de ressources dans lequel chaque utilisateur peut prendre des références et alimenter sa propre page par le principe du mixage (mashup).

## Interface de programmation de Netvibes
Cette interface a été entièrement revue en mars 2007, et renommée Universal Widget API (UWA). Les widgets fonctionnent avec Netvibes et d'autres plates-formes, parmi lesquelles iGoogle, Apple Dashboard, Opera...

## Netvibes Ecosystem
En mai 2006, Netvibes a mis en ligne Netvibes Ecosystem qui est constitué d'une grande base de données à laquelle tout le monde peut contribuer, contenant :
- la liste de tous les modules Netvibes disponibles, classés par catégorie ;
- un annuaire de flux RSS ;
- un annuaire de podcasts ;
- des onglets créés par les utilisateurs regroupant plusieurs flux RSS ou podcasts traitant des mêmes sujets ;
- des ensembles d’événements que vous pouvez ajouter à votre calendrier Netvibes ;

Puis en 2009, deux catégories sont ajoutées :
- un annuaire de pages publiques netvibes (« univers ») ;
- un annuaire de thèmes pour Netvibes, avec un éditeur de thème.